# أوقست فليشر
أوقست فليشر هو مهندس نرويجي، ولد في 28 سبتمبر 1841، وتوفي في 4 أبريل 1931.